# 5e assemblée générale de la Nouvelle-Écosse

La 5e assemblée générale de la Nouvelle-Écosse a représenté la Nouvelle-Écosse de mai 1770 à 1784, ses membres ayant été désignés lors des élections générales de 1770.
La 5e assemblée générale est connue sous le nom de « Long Parlement », étant donné qu'elle a siégé durant quatorze ans, lors de la rébellion des treize colonies. William Nesbitt (en) est nommé président de l'Assemblée en 1770, Thomas Cochran (en) le remplace à sa mort en 1784.
Un bref d'élection pour la 5e assemblée générale de la Nouvelle-Écosse est émis le 18 avril 1770. L'assemblée se réunit le 6 juin 1770, tient 17 sessions et est dissoute le 20 octobre 1785.
En raison de sa longévité, cette assemblée voit un très grand nombre de ses sièges déclarés vacants et connaît beaucoup d'élections partielles (en).

## Gouverneur et Conseil
Selon Allison, en 1774, la composition du gouvernement de Nouvelle-Écosse était la suivante :
- Gouverneur : Lord William Campbell – absent du 30 octobre 1771 au 13 juillet 1772.
  - Lieutenant-gouverneur : Michael Francklin – absent du 30 octobre 1771 au 30 juin 1772, gouverneur intérimaire du 30 juin 1772 au 13 juillet 1772 en l'absence du gouverneur Campbell.
    - Administrateur : Benjamin Green (en) – , gouverneur intérimaire du 30 octobre 1771 au 30 juin 1772 en l'absence du gouverneur Campbell et du lieutenant-gouverneur Francklin.
- Gouverneur : Francis Legge (en) – nommé le 8 octobre 1773.
  - Lieutenant-gouverneur :
    - Michael Francklin
    - Marriot Arbuthnot – nommé le 27 avril 1776
    - Sir Richard Hughes (en) – nommé le 17 août 1778
    - Sir Andrew Snape Hamond (en) – nommé le 31 juillet 1781
- Gouverneur : John Parr (en) – nommé le 9 octobre 1782
  - Lieutenant-gouverneur :
    - Sir Andrew Snape Hamond (en)
    - Edmund Fanning – nommé le 23 septembre 1783

## Chambre de l'Assemblée

### Officiers
- Président de l'Assemblée :
  - William Nesbitt (en) du comté d'Halifax –  se retire le 7 novembre 1783.
    - Henry Denny Denson (en) du comté de Kings – président par intérim du 20 octobre au 12 novembre 1773 (5e session) durant la maladie de Nesbitt.

  - Thomas Cochran (en) du Township de Liverpool – élu le 1er novembre 1784.
- Greffier de l'Assemblée :
  - Isaac Deschamps (en) du Township de Newport – nommé au Conseil
  - Richard Cunningham (en) du Township de Londonderry – élu le 6 octobre 1783.

### Répartition des sièges
Comme lors des assemblées précédentes, 4 sièges ont été attribués au comté d'Halifax, 2 sièges aux autres comtés et au canton de Halifax, et 1 siège aux autres cantons. Il y avait 33 sièges au début de l'assemblée. Au cours de l'assemblée, les cantons d'Amherst et de Windsor, ainsi que le comté de Hants ont été ajoutés, pour un total de 37 sièges.

### Membres
- Township d'Amherst
  - William Freeman (en) – élection partielle en 1783, prend ses fonctions le 22 octobre 1783.
- Comté d'Annapolis
  - Phineas Lovett, Sr. – siège déclaré vacant le 10 décembre 1774 pour cause d'absentéisme.
  - Joseph Patten (en) – siège déclaré vacant le 10 décembre 1774 pour cause d'absentéisme.
    - William Shaw – élection partielle, prend ses fonctions le 12 juin 1775, siège déclaré vacant le 29 novembre 1784 pour outrage à la Chambre (refus de produire et transmettre des comptes publics)
    - John Hall – élection partielle, occupe ses fonctions le 17 juin 1775, siège déclaré vacant le 28 juin 1776 pour cause d'absentéisme.
    - Henry Evans – élection partielle le 20 août 1776, siège déclaré vacant le 4 juillet 1782 pour cause d'absentéisme, décédé le 2 novembre 1782.
    - John Ritchie (en) – élection partielle, prend ses fonctions le 8 octobre 1783
- Township d'Annapolis
  - Obadiah Wheelock (en) – siège déclaré vacant le 10 décembre 1774 pour cause d'absentéisme.
    - Phineas Lovett (en) – élection partielle, prend ses fonctions le 12 juin 1775, siège déclaré vacant le 26 novembre 1783 pour cause d'absentéisme.
    - Stephen De Lancey (en) – élection partielle, prend ses fonctions le 16 novembre 1784
- Township de Barrington
  - Richard Gibbons (en) – élection déclarée invalide le 19 juin 1771.
    - John Fillis (en) – élection partielle, prend ses fonctions le 11 juin 1772
- Township de Cornwallis
  - Samuel Willoughby (en) – suspendu du 21 octobre au 8 décembre 1774, en attente d'un procès pour usure. Siège déclaré vacant le 28 juin 1776 pour cause d'absentéisme.
    - John Chipman (en) – élection partielle le 14 août 1776, prend ses fonctions le 10 juin 1777.
- Comté de Cumberland
  - John Huston – siège déclaré vacant le 10 décembre 1774 pour cause d'absentéisme
    - William Scurr – élection partielle, prend ses fonctions le 12 juin 1775, siège déclaré vacant le 28 juin 1776 pour cause d'absentéisme.
    - Thomas Dixson (en) – élection partielle le 20 août 1776, prend ses fonctions le 20 juin 1777by-election 20 August 1776, took seat 20 June 1777, absent en 1783.

  - Joshua Winslow (en) – siège déclaré vacant le 8 juillet 1772 pour cause d'absentéisme.
    - Jotham Gay (en) – élection partielle le 23 septembre 1772, siège déclaré vacant le 10 décembre 1774 pour cause d'absentéisme. Réélu, prend ses fonctions le 12 juin 1775.
- Township de Cumberland
  - Jonathan Eddy (en) – siège déclaré vacant le 20 juillet 1775 pour cause d'absentéisme.
    - John Allan (en) – élection partielle, prend ses fonctions le 30 octobre 1775, siège déclaré vacant le 28 juin 1776 pour cause d'absentéisme.
    - Hezekiah King – élection partielle le 21 août 1776, siège déclaré vacant le 4 juillet 1782.
    - Martin Gay (en) – élection partielle, prend ses fonctions le 14 octobre 1783
- Township de Falmouth
  - Isaac Deschamps (en) – élu aux sièges de Falmouth et Newport, renonce à celui-ci.
    - Edward York (en) – élection partielle, prend ses fonctions le 17 juin 1771, siège déclaré vacant le 20 juillet 1775 pour cause d'absentéisme.
    - Jeremiah Northup (en) – élection partielle, prend ses fonctions le 24 octobre 1775.
- Township de Granville
  - John Harris (en) – mort au printemps 1772.
    - Christopher Prince (en) – élection partielle, prend ses fonctions le 2 juillet 1772.
- Comté d'Halifax
  - John Butler (en) – nommé au Conseil le 20 novembre 1772.
    - John Philipps – élection partielle, bref émis le 16 février 1773, prend ses fonctions le 20 avril 1773.

  - Robert Campbell (en) – décédé le 3 janvier 1775.
    - James Brenton (en) – élection partielle, bref émis le 26 février 1776, prend ses fonctions le 15 juin 1776.

  - William Nesbitt (en) – se retire le 7 novembre 1783, avec une pension annuelle de £100.
    - William Abbott – élection partielle, prend ses fonctions le 1er novembre 1784.

  - John Newton (en) – siège déclaré vacant le 8 juillet 1772 pour cause d'absentéisme.
    - William Howard South (en) – élection partielle, bref émis le 14 juillet 1772, prend ses fonctions le 20 avril 1773, mort en septembre 1777.
    - James Browne – élection partielle, prend ses fonctions le 6 juin 1778.
    - John George Pyke (en) – élection partielle, prend ses fonctions le 7 juin 1779.
- Township d'Halifax
  - Thomas Bridge (en) – quitte la province au printemps ou à l'été 1781.
    - Benjamin Green, Jr. – élection partielle le 28 février 1782, prend ses fonctions le 11 juin 1782.

  - Charles Procter (en) – décédé le 21 décembre 1773.
    - John Day (en) – élection partielle le 25 août 1774, occupe ses fonctions le 6 octobre 1774, décédé en 1775-1776.
    - Joseph Fairbanks (en) – élection partielle, prend ses fonctions le 15 juin 1776.
- Comté d'Hants
  - George Brightman (en) – élection partielle, bref émis le 4 juillet 1782, prend ses fonctions le 6 octobre 1783.
  - Benjamin DeWolf (en) – élection partielle, bref émis en juillet 1782, prend ses fonctions le 7 octobre 1783.
- Township d'Horton
  - Charles Dickson (en) – siège déclaré vacant le 28 juin 1776 en raison de sa maladie.
    - Joseph Pierce – élection partielle, prend ses fonctions le 16 juin 1777, renonce à ses fonctions le 25 juin 1778 en raison de son âge.
    - Thomas Caldwell – élection partielle, prend ses fonctions le 9 juin 1779.
- Comté de Kings
  - Henry Denny Denson (en) – décédé le 9 mai 1780.
    - John Whidden – élection partielle, prend ses fonctions le 26 octobre 1780.

  - Winckworth Tonge (en) – siège déclaré vacant le 26 novembre 1783 pour cause d'absentéisme.
    - Jonathan Crane (en) – élection partielle, prend ses fonctions le 17 novembre 1784.
- Township de Liverpool
  - John Doggett (en) – décédé le 20 mars 1772.
    - Samuel Doggett – élection partielle le 26 mai 1772, navigue vers les Indes occidentales le 14 juin 1772, siège déclaré vacant le 8 juillet 1772 et le 24 avril 1773.
    - Seth Harding (en) – élection partielle le 2 juillet 1773, prend ses fonctions le 12 octobre 1773, siège déclaré vacant le 10 décembre 1774 pour cause d'absentéisme.
    - Thomas Cochran (en) – élection partielle le 3 juillet 1775, prend ses fonctions le 13 juillet 1775.
- Township de Londonderry
  - John Morrison (en) – siège déclaré vacant le 8 juillet 1772 pour cause d'absentéisme. Réélu, bref émis le 21 janvier, prend ses fonctions le 1er novembre 1774. Part pour le New Hampshire en 1777.
    - John Cunningham (en) – élection partielle, prend ses fonctions le 7 juin 1779.
- Comté de Lunenburg
  - Archibald Hinshelwood (en) – décédé le 26 mai 1773.
    - Otto William Schwartz (en) – élection partielle le 5 novembre 1773, prend ses fonctions le 6 octobre 1774. Décédé le 5 octobre 1785.

  - John Creighton (en) – nommé au Conseil le 6 mai 1775.
    - John Newton (en) – élection partielle, prend ses fonctions le 24 juin 1775.
- Township de Lunenberg
  - Philip Augustus Knaut (en) – décédé le 28 décembre 1781.
    - Casper Wollenhaupt (en) – élection partielle, prend ses fonctions le 18 octobre 1783.
- Township de Newport
  - Isaac Deschamps (en) – nommé au Conseil, siège déclaré vacant le 26 novembre 1783.
    - Joshua Sanford – élection partielle, prend ses fonctions le 1er novembre 1784.
- Township d'Onslow
  - Joshua Lamb (en) – siège déclaré vacant le 8 juillet 1772, le 6 octobre et le 10 décembre 1774 pour cause d'absentéisme.
    - Richard Upham (en) – élection partielle, prend ses fonctions le 12 juin 1775. Mort en septembre 1775.
    - Joshua Lamb (en) – élection partielle, bref émis le 21 novembre 1775, siège déclaré vacant le 28 juin 1776.
    - Charles Dickson (en) – életion partielle, bref émis le 17 juillet; siège déclaré vacant le 11 juin 1777.
- Comté de Queens
  - Simeon Perkins (en) – prend ses fonctions le 25 juin 1771.
  - William Smith (en) – décédé le 24 juin 1779.
    - Nathaniel Freeman (en) – élection partielle le 20 avril 1780, siège déclaré vacant le 26 novembre 1783 pour cause d'absentéisme.
    - Benajah Collins (en) – élection partielle, prend ses fonctions le 17 novembre 1784.
- Township de Sackville
  - Robert Foster – siège déclaré vacant le 8 juillet 1772 pour cause d'absentéisme.
    - Samuel Rogers – élection partielle le 6 novembre 1773, prend ses fonctions le 17 juillet 1775, siège déclaré vacant le 28 juin 1776 pour cause d'absentéisme.
    - Robert Foster – élection partielle, bref émis le 17 juillet 1776, siège déclaré vacant le 4 juillet 1782.
    - Richard John Uniacke (en) – élection partielle, prend ses fonctions le 6 octobre 1783.
- Comté de Sunbury – aujourd'hui au Nouveau-Brunswick depuis 1784.
  - Charles Morris (en) – prend ses fonctions le 29 juin 1770.
  - Israel Perley – siège déclaré vacant le 8 juillet 1772.
    - James Simonds (en) – élection partielle le 28 juin 1773, prend ses fonctions le 20 octobre 1774, siège déclaré vacant le 4 juillet 1782 pour cause d'absentéisme.
    - William Davidson (en) – élection partielle, prend ses fonctions le 7 octobre 1783.
- Township de Truro
  - William Fisher (en) – siège déclaré vacant le 8 juillet 1772 pour cause d'absentéisme. Réélu le 4 février 1773, siège à nouveau déclaré vacant le 10 décembre 1774 pour cause d'absentéisme.
    - Samuel Archibald (en) – élection partielle, prend ses fonctions le 12 juin 1775.
    - John Harris – élection partielle, prend ses fonctions le 18 juin 1781.
- Township de Windsor
  - George Deschamps – élection partielle, prend ses fonctions le 14 juin 1782.
- Township de Yarmouth
  - Malachy Salter (en) – élu en 1770, prend ses fonctions le 11 juin 1772, élection déclarée invalide le 2 juillet 1772.
    - John Crawley – élection partielle le 3 décembre 1772, siège déclaré vacant le 10 décembre 1774 et le 12 juin 1775 pour cause d'absentéisme.
    - James Monk – élection partielle, prend ses fonctions le 15 juin 1775, siège déclaré vacant le 28 juin 1776 pour cause d'absentéisme, part au Québec.
    - Richard Cunningham (en) – élection partielle le 12 avril 1779, prend ses fonctions le 9 octobre 1780, nommé Greffier de l'Assemblée, son siège est déclaré vacant le 26 novembre 1783.